# Evangelina Rodriguez
Evangelina Rodriguez   (San Rafael del Yuma, 10 de novembre de 1879 - República Dominicana, 11 de gener de 1947) és una metgessa, la primera dominicana graduada en medicina.
Va néixer el 10 de novembre de 1879 en San Rafael del Yuma, La Altagracia, República Dominicana en el si d'una família pobra. Filla natural de Felipa Perozo, camperola analfabeta i de Ramón Rodríguez, un ric comerciant de la zona que era també oficial en l'exèrcit de Pedro Santana. Els seus pares van morir quan ella era una nena i la seva àvia paterna, Tomasina Suero de Rodríguez, es va fer càrrec d'ella. Va ser la primera dona dominicana que es va graduar en medicina. No obstant això, malgrat haver estat la primera mèdica graduada al país amb una especialitat en pediatria i ginecologia cursada a París (1920-1925), el règim de Trujillo va designar com a primera mestra en obstetrícia a Consuelo Bernardino a causa de la influència que exercien al govern els seus germans, Minerva i Félix.
A més de la seva faceta com a professional mèdica, Evangelina Rodríguez va ser també poetessa i narradora. Va publicar el seu primer llibre. "Grans de pol·len" el 1915 i posteriorment va col·laborar en la revista "Fémina", dirigida per Petronila Angélica Gómez, qui va imprimir els seus poemes i alguns articles de la seva autoria durant la seva estada parisenca. Al seu retorn de la capital francesa va publicar un segon volum titulat "Le Guerisseur: Conte Xinès Bíblic Filosòfic de Moral Social" les dates del qual són desconegudes. El seu biògraf, Antonio Zaglul a més indica que Rodríguez va preparar el manuscrit d'una novel·la titulada "Selene" en honor de la seva filla adoptiva però que la va destruir en una arrencada d'ira.
En la biografia que el doctor Zaglul va escriure sobre ella s'afirma que per la seva oposició al règim de Rafael Leónidas Trujillo i les seves fortes crítiques al govern va ser capturada, portada a la Fortalesa Mèxic en San Pedro de Macorís i torturada. Després va ser abandonada en un camí prop del poble de Hato Mayor. L'última imatge d'ella, va ser la d'una “boja” agenollada amb els braços en creu enfront de l'església de l'Altagracia vociferant en contra del règim.
Va morir l'11 de gener de 1947 després d'una agonia de diversos dies en la qual van destacar alguns episodis esquizofrènics.
La premsa de l'època amb prou feines es va fer ressò de la seva defunció atès que la dictadura de Trujillo l'havia marginat de la societat dominicana. Havia estat exclosa de congressos mèdics, eliminada del Directori i de la Síntesi Bibliogràfica que incloïa els noms dels seus col·legues. La revista "Fémina" li va tancar les portes i fins i tot el doctor Moscoso Puello, el seu amic d'infància i company de professió. Germà d'Anacaona, qui havia estat la defensora de l'educació normalista de Rodríguez i l'havia nomenat directora de la seva escola a la seva mort, va escriure un llibre sobre la medicina en la República Dominicana i amb prou feines la va esmentar malgrat conèixer la seva capacitat i les seves virtuts.